# Gabriela Peláez Echeverry
Gabriela Peláez Echeverry (Concordia, 29 de abril de 1920-2010) fue una abogada colombiana. Fue la primera mujer en poder estudiar derecho en la Universidad Nacional de Colombia en 1936, y la segunda abogada del país.

## Biografía
Nacida en Concordia (Antioquia) en 1920. Hija de Ricardo Peláez Vallejo y de Gabriela Echeverri. aprendió dactilografía en la Escuela Remington de Medellín, en 1931.
En 1936 fue la segunda mujer en Colombia en ser admitida en la Universidad Nacional de Colombia y la segunda en poder hacerlo en la historia del país.
Se graduó el 29 de noviembre de 1944, con la tesis “La condición social de la mujer en Colombia”,  y fue editada en 1944 por la Editorial Cromos de Bogotá, con 95 páginas y prólogo de Jorge Soto del Corral. En 1946 se casó con el profesor e historiador Guillermo Ángel González. Recibió el diploma y medalla de miembro correspondiente de la Academia Colombiana de Jurisprudencia desde el 12 de mayo de 1955, siendo la segunda mujer en ser miembro de la misma.
Para 1960 recibió una distinción de la Comisión Interamericana de Mujeres, en Washington, al ser designada presidenta de ese organismo oficial de 1961 a 1963.
Fue también miembro correspondiente extranjero de la Academia Chilena de Ciencias Sociales, Políticas y Morales y fue accionista de Acerías Paz de Río.
En 1974 fue elegida por el Congreso como magistrado suplente del Tribunal Disciplinario. Mediante Proposición del 7 de octubre de 1991, publicada en la Revista 294-295, la Academia Colombiana de Jurisprudencia exaltó sus “Bodas de Oro” profesionales. 
Falleció en 2010.